# Bullet Club
Bullet Club (バレットクラブ, Barettokurabu), câteodată prescurtată BC, este un stable (o grupare) care aparține promoției japoneze de pro-wrestling "New Japan Pro Wrestling" (NJPW). 

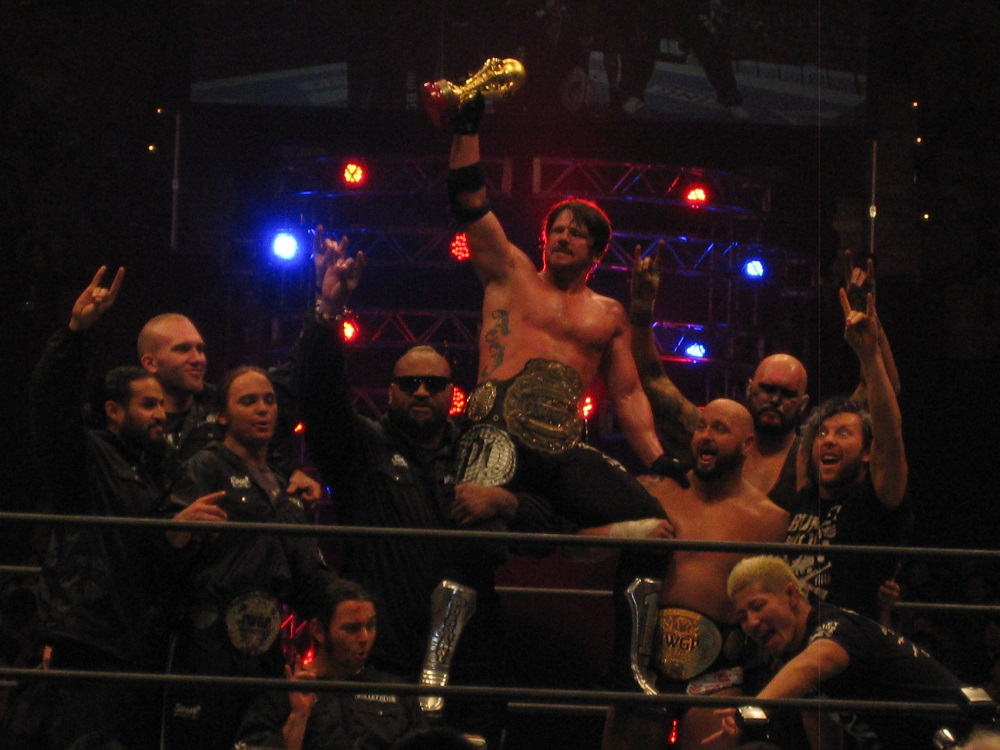
BULLET CLUB 2015

În Statele Unite, această grupare a avut cateva apariții notabile în cadrul promoției Ring of Honor (ROH).
Gruparea a fost formată în mai 2013, atunci când wrestlerul irlandez Prince Devitt și-a trădat coechipierul, Ryusuke Taguchi, și și-a  unit forțele cu wrestlerul american Karl Anderson și cu cei doi wrestleri originari din Tonga, Bad Luck Fale și Tama Tonga pentru a forma un stable de răufăcători, care și-a luat ulterior numele de Bullet Club. 
Cu puțin timp înainte de sfârșitul  aceluiași an, trei alți wrestleri americani s-au alăturat stable-ului, The Young Bucks (Matt si Nick Jackson) și Doc Gallows. De asemenea, wrestleri din promoția mexicană Consejo Mundial de Lucha Libre (CMLL) au lucrat în turneele NJPW-ului ca și membri ai Bullet Club. Această mișcare ducând la formarea unei noi ramuri a grupării, numită Bullet Club Latinoamerica în promoția CMLL, în luna octombrie a anului 2013. 
La sfârșitul lui 2013, Bullet Club deține ambele centuri, IWGP Junior Heavyweight și IWGP Junior Heavyweight Tag Team în timp ce deja au câștigat trei dintre cele cinci turnee anuale ale NJPW. Stable-ul a marcat un moment crucial pentru Devitt, unul dintre favoriții fanilor, care și-a început ascensiunea în peisajul centurii IWGP Heavyweight Championship.
În aprilie 2014, Devitt a părăsit NJPW și a fost înlocuit în Bullet Club, de către wrestlerul american AJ Styles. Luna următoare, Bullet Club-ului i s-a alăturat primul wrestler japonez, Yujiro Takahashi , care l-a ajutat pe AJ Styles să pună mâna pe titlul IWGP Heavyweight Championship. În luna precedentă, membrii Bullet Club-ului au câștigat de asemenea centura IWGP Intercontinental și titlurile NEVER Openweight, asta însemnând că acum, stable-ul deține  toate centurile pe care NJPW le poate oferi. Când compania a adăugat al șaptelea titlu (NEVER Openweight 6-Man Tag Team Championship) la începutul anuui 2016, și al optelea titlu (IWGP United States Championship) în iulie 2017, Bullet Club le-a capturat într-un timp destul de scurt și pe acestea. Până în prezent, aceștia sunt una din cele trei grupări (celelalte două fiind Chaos și  Taguchi Japan) care au câștigat toate titlurile existente în NJPW. De asemenea, au deținut și toate titlurile din ROH (World, TV, World Tag Team și Six-Man). 
Stable-ul a continuat să adauge membri, cel mai notabil dintre ei fiind wrestlerul canadian Kenny Omega, care a preluat conducerea grupului în 2016 când Styles, Anderson și Gallows au plecat din NJPW. 
Omega, Cody, Marty Scurll, Adam Page și The Young Bucks au părăsit facțiunea  în octombrie 2018, iar Jay White a preluat conducerea, devenind astfel, al cincilea lider.
Din cauza restricțiilor de călătorie din cauza pandemiei de COVID-19 din 2020, o parte a grupului (inclusiv White) nu au putut călători în Japonia, Evil devenind de fapt al șaselea lider și liderul contingentului din Japonia al grupului, în timp ce White (împreună cu cu alți membri incapabili să se întoarcă în Japonia) a înființat o versiune în SUA. Chiar și după ce restricțiile de călătorie au început să se reducă odată cu trecerea timpului, cele două structuri de filiale vor rămâne în vigoare, deoarece s-au extins în Impact Wrestling, Chris Bey devenind primul membru afro-american și primul luptător care se alătură din lista Impact. În martie 2023, David Finlay a devenit al șaptelea lider al grupului. O lună mai târziu, pe 5 aprilie 2023, Jay White avea să-și facă debutul oficial pentru AEW, stabilind împreună cu Juice Robinson o nouă filială a grupului – Bullet Club Gold.

## Concept
Bullet Club a fost conceput de New Japan Pro-Wrestling (NJPW) la începutul anului 2013, în urma unui răspuns pozitiv al fanilor la o poveste, în care Prince Devitt s-a adresat partenerului său de echipă Ryusuke Taguchi pentru a forma un parteneriat heel cu Bad Luck Fale. Inițial, Devitt și Fale erau programați să continue ca un duo, dar povestea a fost modificată, în schimb, împreună cu Karl Anderson și Tama Tonga, pentru a forma o factiune  gaijin (străin). Devitt a venit cu numele Bullet Club, care se referea la gestul său cu pistolul cu degetul și porecla „Real Shooter” și porecla lui Anderson, „The Machine Gun”. În denumirea grupului, Devitt a declarat că în mod specific nu a dorit cuvântul „the” în fața numelui sau un nume format din doar trei litere. Alte nume luate în considerare pentru grup au inclus Bullet Parade, Bullet League și Bullet Brigade. Din mai 2016, marca comercială Bullet Club este deținută de NJPW. În culise, cei patru membri fondatori ai Bullet Club au fost cei mai buni prieteni și parteneri de călătorie.
Grupul a fost comparat cu World Championship Wrestling (WCW) stabil New World Order (nWo). Ca o modalitate de a aduce un omagiu nWo, membrii Bullet Club au început să folosească semnătura grajdului „Prea dulce” gestul mâinii. Gestul, conceput inițial de Sean Waltman din The Kliq și numit de Kevin Nash „lupul turc”, ar fi fost folosit de Anderson și Devitt în culise încă din 2006. În martie 2015, WWE a depus o cerere de marcă înregistrată pentru gestul mâinii. . Unii, inclusiv Matt și Nick Jackson, au sugerat că acest lucru a fost făcut din cauza popularității Bullet Club. Aplicația a fost în cele din urmă abandonată de WWE. În august 2015, după ce Devitt s-a alăturat WWE ca Finn Bálor, WWE a lansat merchul Bálor Club în jocul Bullet Club. WWE a recunoscut Bullet Club în prima săptămână a lunii ianuarie 2016, când discuta despre zvonuri despre membrii factiunii care se alătură promoției, precedând A.J. Debutul lui Styles în WWE ca si concurent la Royal Rumble 2016. În aprilie 2016, fosta echipă de etichete Bullet Club formată din Gallows și Anderson a debutat pentru WWE, trecutul lor NJPW fiind din nou recunoscut de companie, formând în cele din urmă The Club with Styles. Pe 25 septembrie 2017, Bullet Club a apărut în afara show-ului WWE Raw din Ontario, California, falsificând un segment din 1998 în care D-Generation X a „invadat” Nitro de la WCW. Ulterior, WWE a trimis membrilor grajdului o scrisoare de încetare și renunțare, susținând că foloseau proprietatea intelectuală a companiei, în special gestul mâinii Prea dulce, ceea ce a dus la scoaterea de marfă cu gestul din magazine. Scriitorul WWE Jimmy Jacobs a fost lăsat să plece de companie pentru că a postat o fotografie pe Instagram cu membrii Bullet Club, făcută în timpul invaziei simulate.
Membrul fondator al nWo, Kevin Nash, a lăudat Bullet Club ca fiind o versiune mai atletică a nWo, afirmând că există respect reciproc între cele două grajduri și transmițând informal torța de la grajdul său la Bullet Club. Jeff Jarrett, care a reprezentat atât Bullet Club, cât și nWo, a numit abilitatea în ring drept principala diferență între cele două grajduri, afirmând că „Bullet Club este în afara topurilor din clopot la clopot mai talentat”. Fostul luptător NJPW și actualul antrenor WWE, Matt Bloom, a declarat că popularitatea Bullet Club a ajutat promovarea să devină globală. 
Meciurile Bullet Club implică adesea interferențe exterioare excesive, lovituri de arbitri și alte tactici, care sunt mai frecvente în luptele profesionale americane și sunt rar întâlnite în puroresu japonez, chiar și în meciurile care implică alte acte răutăcioase. Această nerespectare a tradițiilor și culturii japoneze a devenit un act de top. Bullet Club a câștigat o popularitate substanțială la nivel mondial, în special printre fanii americani de lupte profesionale. Din martie 2016, tricoul original Bone Soldier a factiunii a fost cel mai vândut cămașă din magazinul Pro Wrestling Tees, depășind toți luptătorii independenți de top și veteranii WWE afiliați site-ului. În 2017, tricourile Bullet Club au fost puse la dispoziție în magazinele Hot Topic, unde au devenit și mari vânzători, vânzându-se presupus că 100.000 de exemplare în primele trei luni. Popularitatea Bullet Club în Statele Unite a făcut ca membrii grajdului să lucreze ca favoriți ai fanilor la evenimentele organizate în țară. 
Întrucât Bullet Club este deținut de NJPW, toți luptătorii care se alătură grajdului, inclusiv cei care s-au alăturat la evenimentele Ring of Honor (ROH), trebuie să fie aprobați de Gedo, care face rezervări NJPW.

## DVD si Jocuri
În ianuarie 2016, NJPW a anunțat un DVD care cronicizează istoria Bullet Club și conțin interviuri cu membrii grajdului, care a fost lansat pe 30 martie 2016. În ianuarie 2017, a fost anunțat că jocul arcade Tekken 7: Fated Retribution va include o varietate de articole de îmbrăcăminte legate de Bullet Club pentru a fi folosite cu toate personajele. Ținutele vor fi ulterior disponibile în versiunea de acasă a Tekken 7.

## Grupuri sore
Foștii membri ai Bullet Club AJ Styles, Karl Anderson și Luke Gallows au început un nou grup inspirat de Bullet Club, The O.C. (cunoscut inițial ca „The Club”), în timp ce se afla în WWE. Mai târziu, liderul original al Bullet Club, Finn Bálor, cunoscut anterior drept Prințul Devitt, va forma Bálor Club cu Anderson și Gallows. În 2022, Styles și Bálor și-au unit forțele într-o întruchipare informală a clubului, incluzând și Liv Morgan, în timpul unei cearte cu The Judgment Day. Mai târziu, Bálor s-a alăturat Judgement Day, precum și a încercat să-l recruteze pe Styles, care a respins oferta; asta a condus la Styles să reconstituie The O.C. cu Anderson și Gallows, care mai târziu au adăugat „Michin” Mia Yim în rândurile sale.
Elite, inițial un subgrup Bullet Club, a devenit o entitate independentă în NJPW înainte ca membrii săi să părăsească în cele din urmă promoția, apărând ulterior pentru AEW și Impact. În AEW, grupul a fost denumit pe scurt „Bullet Club” în urma adăugărilor lui Don Callis, Anderson și Gallows la grup, dar când membrii Bullet Club din Japonia și-au exprimat nemulțumirea, grupul a fost redenumit The Super elită. Super Elite s-a extins ulterior pentru a include Adam Cole, Bobby Fish și Kyle O'Reilly, după care grupul a devenit cunoscut sub numele de Undisputed Era, un semn de cap către grupul WWE The Undisputed Era. Gallows, Anderson și Fish au părăsit AEW de atunci, iar grupul a revenit la porecla Elite.
Un alt grup care a fost inițial o echipă de etichete în cadrul Bullet Club este Guerrillas of Destiny sau scurt G.O.D.. Echipa este formată inițial din Tama Tonga și fratele său Tanga Loa. Au fost expulzați din Bullet Club de către Jay White în februarie 2022 și au fost urmați de fostul coleg de Bullet Club Jado. În septembrie 2022, fratele lor mai mic Hikuleo a părăsit Bullet Club și s-a alăturat lor. În iulie 2023, l-au invitat pe El Phantasmo, care a fost dat afară de noul lider al Bullet Club, David Finlay, să li se alăture, lucru pe care l-a acceptat.

## Membrii

### Curent
| Membru         | Joined                           |
| -------------- | -------------------------------- |
| Alex Coughlin  | June 4, 2023                     |
| Bad Luck Fale  | May 3, 2013                      |
| Clark Connors  | April 15, 2023                   |
| Drilla Moloney | June 4, 2023                     |
| David Finlay   | March 6, 2023                    |
| Gabe Kidd      | June 4, 2023                     |
| Gedo           | October 8, 2018                  |
| Kenta          | August 12, 2019                  |
| Chase Owens    | October 23, 2015 January 5, 2019 |
| Taiji Ishimori | May 4, 2018                      |

### Bullet Club Gold (AEW)
| Membru         | Membru | Joined                        |
| -------------- | ------ | ----------------------------- |
| Austin Gunn    |        | June 24, 2023                 |
| Colten Gunn    |        | June 24, 2023                 |
| Jay White      |        | October 8, 2018 April 5, 2023 |
| Juice Robinson |        | May 1, 2022                   |

### ABC(Impact)
| Membru     | Membru | Joined        |
| ---------- | ------ | ------------- |
| Ace Austin |        | June 3, 2022  |
| Chris Bey  |        | July 19, 2021 |

### Fosti membrii
| Membru              | Membru | Joined                         | A iesit                            |
| ------------------- | ------ | ------------------------------ | ---------------------------------- |
| Adam Cole           |        | May 8, 2016                    | May 12, 2017                       |
| Adam “Hangman” Page |        | May 9, 2016                    | October 30, 2018                   |
| AJ Styles           | lll    | April 6, 2014                  | January 5, 2016                    |
| Bishop Kaun         |        | November 29, 2023              | December 1, 2023                   |
| Bone Soldier        |        | September 25, 2016             | January 5, 2017                    |
| Cody Rhodes         |        | December 10, 2016              | October 24, 2018                   |
| Cody Hall           |        | January 5, 2015                | April 10, 2016                     |
| Doc Gallows         |        | November 23, 2013 May 1, 2021  | February 20, 2016 October 10, 2022 |
| El Phantasmo        |        | May 4, 2019                    | April 8, 2023                      |
| El Terrible         |        | July 5, 2013                   | December 13, 2013                  |
| Frankie Kazarian    |        | February 11, 2017              | March 10, 2017                     |
| Hikuleo             |        | September 7, 2017              | September 25, 2022                 |
| Jado                |        | October 8, 2018                | March 13, 2022                     |
| Jeff Jarrett        |        | August 10, 2014                | January 4, 2015                    |
| Karl Anderson       | * II   | May 3, 2013 May 1, 2021        | February 20, 2016 January 4, 2023  |
| Kenny Omega         | IV     | November 8, 2014               | October 30, 2018                   |
| La Comandante       |        | October 11, 2013               | December 13, 2013                  |
| Marty Scurll        |        | May 12, 2017                   | October 30, 2018                   |
| Matt Jackson        |        | October 25, 2013 June 26, 2022 | October 30, 2018 June 26, 2022     |
| Nick Jackson        |        | October 25, 2013 June 26, 2022 | October 30, 2018 June 26, 2022     |
| Prince Devitt       | * I    | May 3, 2013                    | April 6, 2014                      |
| Rey Bucanero        |        | September 5, 2013              | October 13, 2013                   |
| Robbie Eagles       |        | October 8, 2018                | June 30, 2019                      |
| Tama Tonga          | *      | May 3, 2013                    | February 19, 2022                  |
| Tanga Loa           |        | March 12, 2016                 | February 19, 2022                  |
| Toa Liona           |        | November 29, 2023              | December 1, 2023                   |
| Lyrebird Luchi      |        | January 27, 2023               | June 10, 2023                      |

#### Part-time
| Membru        | Joined            | Ultima aparitie   |
| ------------- | ----------------- | ----------------- |
| Amber Gallows | January 4, 2015   | January 5, 2016   |
| Brandi Rhodes | December 10, 2016 | October 12, 2018  |
| Gino Gambino  | November 11, 2017 | June 30, 2019     |
| King Haku     | January 4, 2016   | July 7, 2018      |
| Mao           | May 3, 2014       | January 4, 2016   |
| Mephisto      | January 18, 2015  | January 19, 2015  |
| Stephen Amell | November 17, 2017 | September 1, 2018 |
| Scott D'Amore | August 10, 2014   | January 4, 2015   |
| Scott Norton  | April 16, 2022    | April 17, 2022    |